# Буђење пацова
Буђење пацова је југословенски филм из 1967. године. Режирао га је Живојин Павловић, а сценарио су писали Драгољуб Ивков и Љубиша Козомара. Припада остварењима црног таласа.
Југословенска кинотека је у сарадњи са А1 и Центар филмом дигитално обновила филм. Премијера је одржана 18. децембра 2021. године.

## Радња
Филм говори о неуспелом покушају једног усамљеника да измени свој бесмислени живот. Трагајући за послом и новцем, заљубљује се у непознату девојку за коју верује да представља прекретницу у његовом животу. И када његова илузија о срећи достигне врхунац, девојка кришом одлази са његовим, од познаника добијеним новцем, остављајући га разочараног и превареног где је био пре овог сусрета.

## Улоге
| Глумац                   | Улога                                |
| ------------------------ | ------------------------------------ |
| Слободан Перовић         | Велимир Бамберг                      |
| Душица Жегарац           | Фатална комшиница                    |
| Северин Бијелић          | Фотограф Лале                        |
| Мирјана Блашковић        | Курва                                |
| Никола Милић             | Конобар                              |
| Миливоје Томић           | Милорад                              |
| Павле Вуисић             | Крманош                              |
| Снежана Лукић            | Добрила, Бамбергова сестра           |
| Милан Јелић              | Студент                              |
| Аленка Ранчић            | Мирела, жена заљубљена у Бамберга    |
| Петар Обрадовић          | Водитељ хора                         |
| Гизела Вуковић           | Милева, жена са запрежним колима     |
| Томанија Ђуричко         | Марица, жена која ради у трафици     |
| Војислав Мићовић         | Деда у запрежним колима              |
| Љубомир Ћипранић         | Пера УДБА                            |
| Душанка Дуда Антонијевић | Крсманова жена                       |
| Љиљана Јовановић         | Бамбергова комшиница, жена официра   |
| Нада Касапић             | Гошћа на рођендану која свира клавир |
| Мира Динуловић           | Гошћа на рођендану која пали свеће   |
| Душан Тадић              | Месар Чолић који удаје ћерку         |
| Петар Лупа               | Тип који спаљује папире              |
| Олга Познатов            | Девојка која у подрум иде по слике   |
| Миња Војводић            | Поштар                               |
| Надежда Брадић           | Госпођа Милоусић                     |
| Мирјана Николић          | Фотомодел                            |
| Предраг Милинковић       | Гост у кафани                        |
| Слободан Алексић         |                                      |
| Милан Узелац             |                                      |

## Културно добро
Југословенска кинотека је, у складу са својим овлашћењима на основу Закона о културним добрима, 28. децембра 2016. године прогласила сто српских играних филмова (1911−1999) за културно добро од великог значаја. На тој листи се налази и филм Буђење пацова.